# Timur Morgunov
Timour Igorevitch Morgounov (en russe, Тимур Игоревич Моргунов, né le 12 octobre 1996 à Kopeïsk) est un athlète russe, spécialiste du saut à la perche. 

## Biographie
Cinquième des championnats d'Europe juniors 2015, il bat tous ses records dans la ville voisine de sa ville natale, Tcheliabinsk : 5,50 m le 24 juillet 2015, 5,60 m le 9 juillet 2016 puis 5,80 m le 5 juillet 2017, toujours à Tcheliabinsk.
La Fédération russe d'athlétisme ayant été suspendue en novembre 2015, il est autorisé à concourir comme athlète neutre autorisé (ANA). 
En 2018, il devient champion de Russie en salle avec un saut à 5,85 m, nouveau record personnel, et champion de Russie en plein air avec la marque de 5,65 m. Le 30 juin 2018 à Joukovski, il porte son record personnel à 5,92 m. Il se classe troisième du Meeting international Mohammed-VI 2018. 
Le 12 août 2018, dans le stade olympique de Berlin pour la finale des championnats d'Europe, Timur Morgunov franchit pour la première fois de sa carrière la barre des 6,00 mètres, réalisée au premier essai, et remporte la médaille d'argent derrière le Suédois Armand Duplantis, titré avec 6,05 m. Considéré comme le concours le plus relevé de l'histoire, il s'agit de la première fois où un athlète ne remporte pas la médaille d'or avec un saut à 6,00 m ou plus. La médaille de bronze revient au recordman du monde, Renaud Lavillenie (5,95 m).
Le 29 août, il remporte l'épreuve du Weltklasse Zurich, dans la gare de la ville, et porte son record personnel en salle à 5,91 m. Il devance Shawnacy Barber et Kurtis Marschall (5,86 m).

## Vie privée
Le 1er octobre 2015, quelques jours avant son 19e anniversaire, Timur Morgunov devient père pour la première fois, d'une petite fille.

## Palmarès
| Date                       | Compétition                   | Lieu              | Résultat          | Marque            |
| En tant que Russe          | En tant que Russe             | En tant que Russe | En tant que Russe | En tant que Russe |
| -------------------------- | ----------------------------- | ----------------- | ----------------- | ----------------- |
| 2015                       | Championnats d'Europe juniors | Eskilstuna        | 5e                | 5,25 m            |
| En tant qu' athlète neutre |                               |                   |                   |                   |
| 2018                       | Championnats d'Europe         | Berlin            | 2e                | 6,00 m            |
| 2018                       | Ligue de diamant              | Bruxelles         | 1er               | 5,93 m            |
| 2018                       | Coupe continentale            | Ostrava           | 4e                | 5,65 m            |

## Records
| Épreuve          | Épreuve   | Marque | Lieu   | Date         |
| ---------------- | --------- | ------ | ------ | ------------ |
| Saut à la perche | Plein air | 6,00 m | Berlin | 12 août 2018 |
| Saut à la perche | En salle  | 5,91 m | Zurich | 29 août 2018 |